# Märtha Louise de Norvège
La princesse Märtha Louise de Norvège, née le 22 septembre 1971 à Oslo, est la fille du roi Harald V et de la reine Sonja de Norvège. Quatrième dans l’ordre de succession au trône de Norvège derrière son frère cadet le prince héritier Haakon et ses deux enfants, Märtha Louise est mère de trois filles issues de son mariage avec l'écrivain Ari Behn (1972-2019).

## Biographie
La princesse Märtha Louise de Norvège est née à l'hôpital national norvégien à Oslo le 22 septembre 1971. Elle est le premier enfant et l'unique fille du roi Harald V et de la reine Sonja. Son frère est le prince héritier Haakon.
À sa naissance, la princesse n’avait aucun droit de succession au trône norvégien, seuls les hommes pouvaient en hériter. Grâce à la réforme de 1990, l'ordre de succession au trône, tel que défini par l'article 6 de la Constitution, est basé sur la primogéniture stricte, sans distinction de sexe, ce qui permet à Märtha Louise d'y être intégrée. Actuellement, elle est quatrième.

## Vie privée

### Mariage avec Ari Behn (2002-2017)
Le 24 mai 2002, à Trondheim, Märtha Louise épouse Ari Behn, un romancier norvégien. Le couple a trois filles :
- Maud Angelica Behn, née le 29 avril 2003 ;
- Leah Isadora Behn, née le 8 avril 2005 ;
- Emma Tallulah Behn, née le 29 septembre 2008.

Le 5 août 2016, la princesse et son époux annoncent leur séparation et leur projet de divorcer. Leur communiqué est publié sur le site de la Maison royale. Le divorce est prononcé en 2017. Son ex-mari met fin à ses jours en décembre 2019.

### Mariage avec Durek Verrett (2024)
En mai 2019, la princesse révèle aux médias et aux réseaux sociaux sa relation avec le chaman américain Durek Verrett (né le 17 novembre 1974), avec lequel elle se fiance le 7 juin 2022,,. La relation entre la princesse et le « chaman Durek » a fait couler beaucoup d'encre en Suède, où les méthodes de médecine alternative et les prises de position de ce guide spirituel en vogue à Hollywood (Gwyneth Paltrow, Antonio Banderas sont des adeptes) lui ont valu d'être accusé de charlatanisme.  
En novembre 2022, la maison royale de Norvège annonce que la princesse Märtha Louise n'assumera plus d'engagements officiels au nom de la Couronne. Elle conserve son titre princier mais n'en fera plus usage dans sa vie professionnelle.
Leur relation est parfois comparée, à maints égards, avec celle du prince Harry du Royaume-Uni et Meghan Markle.  
Le couple se marie le 31 août 2024 lors d'une cérémonie privée, sur les rives du fjord de Geiranger,.

## Titulature
- 22 septembre 1971 - 1er février 2002 : Son Altesse Royale la princesse Märtha Louise de Norvège ;
- depuis le 1er février 2002 : Son Altesse la princesse Märtha Louise de Norvège.

Monogramme de la princesse Märtha Louise de Norvège.

Le 1er février 2002, un décret officiel avalise sa renonciation à son prédicat d'altesse royale pour celui d'altesse. Son changement de statut officiel n'est pas conditionné par son mariage avec l'écrivain Ari Behn, mais par la volonté de la princesse de se réaliser professionnellement en créant une entreprise de divertissement. Elle continue toutefois de remplir certaines fonctions officielles et conserve son quatrième rang dans l'ordre de succession au trône de Norvège, ainsi qu'une place dans l'ordre de succession au trône britannique, en tant que descendante de la reine Maud, née princesse britannique, petite-fille de la reine Victoria du Royaume-Uni.

## Activités dans les médecines alternatives
Elle a étudié la kinésithérapie, la Rosen Method et la thérapie holistique. Elle déclare communiquer avec les anges et les animaux et fonde un centre alternatif nommé Astarte Education,,.
Märtha Louise est passionnée par les médecines alternatives. Le 16 août 2007, elle ouvre avec sa partenaire commerciale Elisabeth Samnøy l'École des anges à Oslo, institut dont le but est d'apprendre à entrer en communication avec les anges. Cette école est très controversée, mais toutes ses places ont été très vite occupées.
En 2014, elle réalise des séminaires avec son amie, la clairvoyante Lisa Williams.

## Distinctions
- Grand-croix de l'ordre de l'Infant Dom Henri